# Naboa
Naboa är ett släkte av fjärilar. Naboa ingår i familjen nattflyn.
Kladogram enligt Catalogue of Life:
| Naboa | \| \| Naboa cataleuca \| \| \| \| \| \| Naboa semialba \| \| \| \| |
|       | \| \| Naboa cataleuca \| \| \| \| \| \| Naboa semialba \| \| \| \| |
|       | Naboa cataleuca                                                    |
|       |                                                                    |
|       | Naboa semialba                                                     |
|       |                                                                    |